# Maxvorstadt
Maxvorstadt är en stadsdel i centrala München. 
Maxvorstadt byggdes 1805–1810 under Bayerns förste kung Maximilian I Joseph av Bayern som gav namn åt stadsdelen. Det var den första planmässiga utvidgningen av München. Det stora byggandet i stadsdelen kom dock att ske från 1825 under kung Ludvig I av Bayern i klassisk stil.
I stadsdelen återfinns många av Münchens kulturella och konstnärliga institutioner, bland annat några av stadens mest betydelsefulla museer och samlingar som Alte och Neue Pinakothek och det 2002 öppnade Pinakothek der Moderne. Här finns också stadens stora lärosäten Ludwig-Maximilians-Universität, Technische Universität München och Hochschule für Politik München. I Maxvorstadt ligger också Bayerns statsarkiv och Münchens stadsarkiv. Stadens verksamheter har gjort att ett betydligt större antal människor rör sig i stadsdelen dagtid än i övrigt, bland annat finns här över 100 000 studenter. Det är en typisk akademiker- och studentstadsdel, en bild som annars förknippas med intilliggande Schwabing som Maxvorstadt ofta misstas för att vara. Kända personer som bott i Maxvorstadt är bland andra Georg Elser, Thomas Mann, Franz von Stuck, Franz Josef Strauß och Adolf Hitler.
I stadsdelen återfinns flera platser med anknytning till Tredje riket. Här låg bland annat nazistpartiets högkvarter, det så kallade Bruna huset som förstördes under kriget. I närheten av Königsplatz untertecknades Münchenavtalet 1938. På Köningsplatz arrangerades även marscher och 1933 skedde ett bokbål här. Här fanns också det "Ehrentempel" som restes av nazisterna som minne över Ölkällarkuppen 1923. I Wittelsbacher Palais låg Gestapos högkvarter. Det förstördes under andra världskriget.